# Burjatische Staatliche Universität
Die Burjatische Staatliche Universität (russisch Бурятский государственный университет Buryatskij gosudarstvenny`j universitet, englisch Buryat State University, kurz BSU) ist eine staatliche Universität in der Stadt Ulan-Ude der russischen Teilrepublik Burjatien im südöstlichen Sibirien.
Die Universität hat ihren Ursprung 1666 als Pädagogisches Institut. Seit 1932 firmierte das Institut als Staatliche Pädagogische Hochschule. 1995 erhielt es den Universitätsstatus. Sie ist Mitglied der Universität der Arktis.

## Institute
- Institut für Mathematik und Informatik (IMCS)
- Institufür Philologie, Fremdsprachen und Kommunikationswissenschaften
- Päpagogisches Institut
- Institut für Medizin
- Institut für Orientwissenschaften
- Institut für Ökonomie und Management

## Fakultäten
- Sozialwesen und Psychologie
- Gesundheitswesen, Sport und Tourismus
- Chemie
- Geschichte
- Recht
- Biologie, Geografie und Bodenmanagement
- Angewandte Physik